# لانگ برنچ (شهرستان فرفکس، ویرجینیا)
لانگ برنچ (به انگلیسی: Long Branch) یک منطقهٔ مسکونی در ایالات متحده آمریکا است که در شهرستان فرفکس، ویرجینیا واقع شده‌است. لانگ برنچ ۶٫۴۲ کیلومتر مربع مساحت و ۷٬۵۹۳ نفر جمعیت دارد و ۱۰۹٫۷۳ متر بالاتر از سطح دریا واقع شده‌است.